# Kunstgødning
 Der er for få eller ingen kildehenvisninger i denne artikel, hvilket er et problem. Du kan hjælpe ved at angive troværdige kilder til de påstande, som fremføres i artiklen.

Kunstgødning eller handelsgødning er gødning, som er fremstillet ad kemisk vej. Da gødningen ikke stammer fra organiske processer opfattes den som kunstig i forhold til naturgødning, kompost eller andre naturprodukter. Grundlaget for fremstilling af kunstgødning blev klarlagt af Justus von Liebig i to værker, som udkom i henholdsvis 1840 og 1842: Die organische Chemie in ihrer Anwendung auf Agricultur und Physiologie (dvs. "Den organiske kemi anvendt på jordbrug og fysiologi" eller kort og godt: agrikulturkemi), og Die Thierchemie oder die organische Chemie in ihrer Anwendung auf Physiologie und Pathologie (dvs. "Dyrekemien eller den organiske kemi anvendt på fysiologi og patologi"). Her viste han, at planterne optager nedbrydningsprodukter fra de organiske gødningsstoffer i form af simple, kemiske forbindelser, og derfra var springet ikke langt til at fremstille disse forbindelser industrielt.

## Fordele ved kunstgødning
Kunstgødningerne har en række fordele, som er baggrunden for deres sejrsgang i det industrialiserede landbrug:
- Lille udvaskning, da gødningen tildeles i vækstsæsonen og den er fuldt tilgængelig for planterne
- Gødningen kan doseres præcist i forhold til de stoffer, som fjernes ved høst
- Gødningen er let at transportere og oplagre
- Gødningen er let at fordele
- Gødningen er billig, når man sammenligner pris med gødningskraft/kg
- Ammoniak til gødning kan fremstilles bæredygtigt med sol, vind eller vandkraft

## Ulemper ved at bruge kunstgødning
- Gødningen kan forårsage svidninger på planternes overjordiske dele
- Kunstgødning kan let forrykke balancen i jorden, så der opstår "relativ næringsmangel"
- Kunstgødning forsyner ikke jordbundens organismer med organisk stof
- Kunstgødningen fremskynder nedbrydning af jordens humusindhold
- Kunstgødning repræsenterer et betydeligt, men skjult forbrug af fossilt brændstof
- Kunstgødning, hvis brugt for meget, kan sive til grundvand eller vandløb og skabe iltsvind

## Forskellige typer kunstgødning
- Blandingsgødninger
  - Hoechst
  - Hornumblanding
  - NPK
  - PK
  - NP
  - NK
- Enkeltstofgødninger
  - Kvælstofgødninger
    - Flydende ammoniak
    - Svovlsurt ammoniak
    - Urea (Urinstof)
    - Kalksalpeter ("Norgesalpeter")
    - Kalkammonsalpeter
    - Natriumnitrat ("Chilesalpeter")

  - Fosforgødninger
    - Thomasslagge
    - Råfosfat
    - Superfosfat
    - Triplesuperfosfat

  - Kaliumgødninger
    - Kainit
    - Svovlsurt kali

  - Magnesiumgødninger
    - Kainit
    - Kieserit
    - Bittersalt

## Økologisk landbrug
På grund af de nævnte ulemper ved at bruge kunstgødning, men også ud fra en mere grundlæggende omsorg for kvaliteten af dyrkningsjorden, har man besluttet, at økologisk landbrug må afstå fra brugen af kunstgødning. I princippet er der intet i vejen for at gødske et mark med kunstgødning for derefter at kompostere grønmassen, som senere kan bruges til gødskning af økologisk drevne marker. Det er dog et krav, at de kunstgødede arealer befinder sig på en anden ejendom (et andet matrikelnummer) end det godkendt økologiske landbrug.